# Michela Cerruti
Michela Cerruti (Roma, 18 de fevereiro de 1987) é uma piloto profissional de automóveis italiana. Ela atualmente compete no TCR International Series, pela equipe Mulsanne Racing.
Em 2014, foi anunciado que Cerruti pilotaria para a equipe Trulli Formula E Team na temporada inaugural da Fórmula E. Após quatro corridas, ela foi substituída por Vitantonio Liuzzi; Cerruti não conseguiu nenhum ponto durante a temporada, seu melhor resultado foi um décimo segundo lugar.